# P132 (Letland)
De P132 is een regionale weg in Letland. De weg loopt van Riga naar Jaunmārupe en is 10,8 kilometer lang. In Riga sluit de weg aan op de A10 naar Ventspils en in Jaunmārupe op de A5, de ringweg van Riga.
P1 · 
P2 · 
P3 · 
P4 · 
P5 · 
P6 · 
P7 · 
P8 · 
P9 · 
P10 · 
P11 · 
P12 · 
P13 · 
P14 · 
P15 · 
P16 · 
P17 · 
P18 · 
P19 · 
P20 · 
P21 · 
P22 · 
P23 · 
P24 · 
P25 · 
P26 · 
P27 · 
P28 · 
P29 · 
P30 · 
P31 · 
P32 · 
P33 · 
P34 · 
P35 · 
P36 · 
P37 · 
P38 · 
P39 · 
P40 · 
P41 · 
P42 · 
P43 · 
P44 · 
P45 · 
P46 · 
P47 · 
P48 · 
P49 · 
P50 · 
P51 · 
P52 · 
P54 · 
P55 · 
P56 · 
P57 · 
P58 · 
P59 · 
P60 · 
P61 · 
P62 · 
P63 · 
P64 · 
P65 · 
P66 · 
P67 · 
P68 · 
P69 · 
P70 · 
P71 · 
P72 · 
P73 · 
P74 · 
P75 · 
P76 · 
P77 · 
P78 · 
P79 · 
P80 · 
P81 · 
P82 · 
P83 · 
P84 · 
P85 · 
P86 · 
P87 · 
P88 · 
P89 · 
P90 · 
P91 · 
P92 · 
P93 · 
P94 · 
P95 · 
P96 · 
P97 · 
P98 · 
P99 · 
P100 · 
P101 · 
P102 · 
P103 · 
P104 · 
P105 · 
P106 · 
P107 · 
P108 · 
P109 · 
P110 · 
P111 · 
P112 · 
P113 · 
P114 · 
P115 · 
P116 · 
P117 · 
P118 · 
P119 · 
P120 · 
P121 · 
P122 · 
P123 · 
P124 · 
P125 · 
P126 · 
P127 · 
P128 · 
P129 · 
P130 · 
P131 · 
P132 · 
P133 · 
P134 · 
P135 · 
P136